# TRIAD YEARS actII〜THE VERY BEST OF THE YELLOW MONKEY
『TRIAD YEARS actII〜THE VERY BEST OF THE YELLOW MONKEY』（トライアド・イヤーズ・アクトツー〜ザ・ベリー・ベスト・オブ・ザ・イエロー・モンキー）は、THE YELLOW MONKEYの非公認ベスト・アルバム。

## 概要
- 『TRIAD YEARS actI〜THE VERY BEST OF THE YELLOW MONKEY』から約5か月後に発売された続編のベスト・アルバム。
- 初回盤には専用の三方背ケースと、見る角度によって変わるレンチキュラーカードが封入。
- IとIIをセットにした『TRIAD YEARS actI & actII〜THE VERY BEST OF THE YELLOW MONKEY～』が、2001年3月1日に発売されている。2013年12月4日にはリマスター盤としてBlu-Spec CD2仕様で再発売された。2013年に発売された現行盤には、非公認盤でありながら現所属事務所bajのロゴが記載されてある。[1]
- 目次で英語部分の曲名表記が基本的に大文字と小文字表記となっているが、各楽曲の歌詞ページは一部を除きオールキャップス表記となっている。

### 参加ミュージシャン
THE YELLOW MONKEY
- 吉井 和哉 - ボーカル・ギター
- 菊地 英昭 - ギター
- 廣瀬 洋一 - ベース
- 菊地 英二 - ドラムス

## 収録曲
| #         | タイトル                                                                     | 作詞                                | 作曲               | 編曲                                           | 時間  |
| --------- | ---------------------------------------------------------------------------- | ----------------------------------- | ------------------ | ---------------------------------------------- | ----- |
| 1.        | 「悲しきASIAN BOY」                                                          | 吉井和哉                            | 吉井和哉           | THE YELLOW MONKEY                              | 4:35  |
| 2.        | 「ヴィーナスの花」                                                           | 吉井和哉                            | 吉井和哉           | THE YELLOW MONKEY                              | 4:15  |
| 3.        | 「審美眼ブギ」                                                               | 吉井和哉                            | 吉井和哉           | THE YELLOW MONKEY                              | 3:51  |
| 4.        | 「熱帯夜」                                                                   | 吉井和哉                            | 吉井和哉           | THE YELLOW MONKEY                              | 4:43  |
| 5.        | 「Morality Slave」                                                           | 吉井和哉                            | 吉井和哉           | THE YELLOW MONKEY                              | 5:01  |
| 6.        | 「Love Sauce」                                                               | 吉井和哉                            | 廣瀬洋一・吉井和哉 | THE YELLOW MONKEY                              | 4:05  |
| 7.        | 「Foxy Blue Love」                                                           | 吉井和哉                            | 吉井和哉           | THE YELLOW MONKEY                              | 4:44  |
| 8.        | 「太陽が燃えている」                                                         | 吉井和哉                            | 吉井和哉           | THE YELLOW MONKEY                              | 5:04  |
| 9.        | 「夜明けのスキャット」(由紀さおりのカバー曲。)                               | 山上路夫                            | いずみたく         | THE YELLOW MONKEY                              | 5:51  |
| 10.       | 「A HENな飴玉」                                                              | 吉井和哉                            | 吉井和哉           | THE YELLOW MONKEY                              | 3:49  |
| 11.       | 「Lovers On Backstreet」                                                     | 吉井和哉                            | 吉井和哉           | THE YELLOW MONKEY                              | 5:24  |
| 12.       | 「追憶のマーメイド (Album Version)」                                         | 吉井和哉                            | 吉井和哉           | THE YELLOW MONKEY in association with 松本晃彦 | 4:00  |
| 13.       | 「Romantist Taste」                                                          | 吉井和哉                            | 吉井和哉           | THE YELLOW MONKEY                              | 5:05  |
| 14.       | 「マリーに口づけ」                                                           | 吉井和哉                            | 吉井和哉           | THE YELLOW MONKEY                              | 3:51  |
| 15.       | 「Wedding Dress」                                                            | 吉井和哉                            | 吉井和哉           | THE YELLOW MONKEY                              | 5:10  |
| 16.       | 「Honaloochie Boogie (Completed Version)」(モット・ザ・フープルのカバー曲。) | イアン・ハンター 日本語詞：吉井和哉 | イアン・ハンター   | THE YELLOW MONKEY                              | 5:14  |
| 合計時間: | 合計時間:                                                                    | 合計時間:                           | 合計時間:          | 合計時間:                                      | 74:42 |

### 楽曲解説
1. 悲しきASIAN BOY
3rdシングル。
2. ヴィーナスの花
4thアルバム『smile』収録。
3. 審美眼ブギ
2ndアルバム『EXPERIENCE MOVIE』収録。
4. 熱帯夜
4thシングル。
5. MORALITY SLAVE
2ndアルバム『EXPERIENCE MOVIE』収録。冒頭にあったベートーヴェンの『月光』はカットされている。
6. Love Sauce
5thアルバム『FOUR SEASONS』収録。
7. Foxy Blue Love
1stアルバム『THE NIGHT SNAILS AND PLASTIC BOOGIE』収録。
8. 太陽が燃えている
8thシングル。冒頭にドラムのカウントが入っている。
9. 夜明けのスキャット
6thシングル「嘆くなり我が夜のFantasy」カップリング。
10. A HENな飴玉
3rdアルバム『jaguar hard pain 1944-1994』収録。
11. LOVERS ON BACKSTREET
3rdアルバム「熱帯夜」カップリング。
12. 追憶のマーメイド [Album Version]
7thシングル。5thアルバム『FOUR SEASONS』収録バージョン。歌詞ページには「Album Version」の表記がオールキャップスとなっていないものとなっている。
13. Romantist Taste
1stシングル。
14. マリーに口づけ
4thアルバム『smile』収録。オリジナルアルバム収録の際の前曲とのクロスフェードが無くなっているほか、曲名の表記も「マリーにくちづけ」から「マリーに口づけ」に変更されている。
15. Wedding Dress (オープニング)
5thアルバム『FOUR SEASONS』と同時期にレコーディングされた未発表曲。当初は8thシングル『太陽が燃えている』のカップリング曲になる予定だったが、見送られた。今までLiveでは1度しか披露されなかったが、メカラウロコ28にて最集結後初めて披露された。またこの時のLive音源がLive LoudのDISC2にて収録されている。
16. Honaloochie Boogie [Completed Version]
モット・ザ・フープルのトリビュートアルバム『MOTH POET HOTEL』収録の同バンドの楽曲のカバー。歌詞は吉井によるオリジナル和訳。同曲は後に発売された『TRIAD COMPLETE BOX』のDisc 6及び『MOTHER OF ALL THE BEST』の初回盤DISC3にも収録されているが、他のアルバムがフェードアウトで終了しているのに対しこのアルバム収録の音源はフェードアウトせずに完奏しており、同バージョンはこのアルバムでしか聴くことができない。